# Shorty Rogers
| Shorty Rogers                             | Shorty Rogers                             |
| Kattints az alábbi külső linkek egyikére! | Kattints az alábbi külső linkek egyikére! |
| ----------------------------------------- | ----------------------------------------- |
| Nem található szabad kép.(?)              |                                           |
| külső link · jogvédett                    | Shorty Rogers                             |

Shorty Rogers (Great Barrington, 1924. április 14. – Van Nuys, 1994. november 7.) amerikai dzsesszzenész, trombitás és kürtös. Keresett hangszerelő is volt.

## Pályakép
Rogers Great Barringtonban született, Massachusetts államban. Trombitálni a New York-i High School of Music & Arton és a Fiorello H. LaGuardia High Schoolon tanult, valamint zeneszerzést és hangszerelést pedig a Los Angeles-i Konzervatóriumban. Először Will Bradley-vel (1942) és Red Norvoval (1942-1943) játszott. Katonai szolgálata után, 1945-ben Woody Herman, Charlie Barnet, majd ismét Herman (1949-ig) és Stan Kenton (1950-51) alkalmazta, akiknél hangszerelőként is dolgozott.
Ő hangszerelte a Keen And Peachy (1947), a That's Right (1948) és a More Moon (1949) című filmzenéket.
1953-ban tagja volt a Howard Rumsey Lighthouse All Starsnak.
Los Angelesben telepedett le, ahol 1954-55-ben saját zenekarokat vezetett. Olyan ismert zenészekkel játszott zenekaraiban, mint Pepper Adams, Pete Candoli és Conte Candoli, Bob Cooper, Herb Geller, Jimmy Giuffre, John Graas, Hampton Hawes, Bill Holman, Marty Paich, Art Pepper, Bud Shank, Zoot Sims és Shelly Manne.
Rogers 1955-ben az Atlantic Records, 1956-ban pedig az RCA Victor zenei igazgatója volt. Egyre gyakrabban dolgozott a hollywoodi stúdiókban.
Miután 1982-ben turnézott a brit National Youth Jazz Orchestra-val, részt vett a 90-es évek elején a Lighthouse All Stars újraélesztésében Bud Shank, Bob Cooper és Bill Perkins társaságában.
A legeredményesebben a Woody Herman Big Band mellett Stan Kentonnak, Art Peppernek és Maynard Fergusonnak hangszerelt.

## Lemezválogatás
- The Sweetheart of Sigmund Freud (1946-53)
- Short Stops (1953)
- Shorty Rogers & His Giants (1953)
- Courts The Count (1954)
- Collaboration (1954)
- Wherever The Five Winds Blow (1956)
- Plays Richard Rogers (1957)
- Portrait Of Shorty (1957)
- Gigi In Jazz (1958)
- Chances Are, It Swings (1958)
- Shorty Rogers Swings (1958-59)
- The Wizard Of Oz (1959)
- Swinging Nutcracker (1960)
- An Invisible Orchard (1961)
- Yesterday Today And Forever (1983)
- America The Beautiful (1991)
- Eight Brothers (1992)

## Fordítás
Ez a szócikk részben vagy egészben  a   Shorty Rogers című német Wikipédia-szócikk ezen változatának fordításán alapul.  Az eredeti cikk szerkesztőit annak laptörténete sorolja fel. Ez a jelzés csupán a megfogalmazás eredetét és a szerzői jogokat jelzi, nem szolgál a cikkben szereplő információk forrásmegjelöléseként.